# Грб Јуре
Грб Јуре је званични симбол швајцарског кантона Јуре. Грб датира из времена кад је овај кантон имао статус регије, из 1951. године.

## Опис грба
Јура је најмлађи швајцарски кантон. Настао је током раних 1970их и постао посебан кантон током 1978. године. Грб кантона је заснован на старим симболима регије Јура, која је била дио кантона Базел. Симбол датира из 1951. године, а најстарији хералдички симбол за ово подручје потиче из 1913. године.
Првобитни приједлог, најпре за заставу, а онда и за грб, била је комбинација симбола епископа у Базелу, са грбом краткотрајне Раурачке републике, а која је користила грб са симболима римских ликтореса (као и Сент Гален). Данас, овај симбол се користи најчешће у Француској, гдје је након Француске револуције, био чест симбол слободе.
Цијела Јура историјски припада епископу Базела, па се сматра логичним потезом да су симболи Јуре слични онима у Базелу. Раурачка република постојала је само између децембра 1792. и марта 1793. Након тога, она је била инкорпорирана у Прву француску републику. 
Првобитни приједлог никада није резултирао усвајањем заставе од стране локалних савјета. Године 1943. направљен је нови приједлог, који је представљао комбинацију грба Базела и 7 пруга, као симбол за седам округа у Јури. Овај грб је брзо усвојен као регионални симбол, а 1978. године и као грб за новог кантона.